# USS Croaker (1944)
De USS Croaker (SS-246) (later: SSK/AGSS/IXSS-246), was een Gatoklasse-onderzeeër en de eerste boot van de United States Navy met de naam "croaker", genoemd naar verscheidene vissoorten die "krassende" geluiden maken. De USS Croaker vocht vooral in de Pacifische Oorlog tijdens de Tweede Wereldoorlog. Op het einde van haar carrière werd hij een museumboot in Buffalo (New York), in de staat New York.

## Geschiedenis
De USS Croaker (SS-246) werd gebouwd vanaf 1 april 1943 en de tewaterlating gebeurde op 19 december 1943 door de Electric Boat Company, Groton, Connecticut. Hij werd gedoopt door mw. W.H.P. Blandy, en in dienst gesteld op 21 april 1944 met J.E. Lee als commandant.

### Patrouilles
De USS Croaker kwam op 26 juni 1944 te Pearl Harbor vanaf New London aan. Op 19 juli koos hij zee voor haar eerste oorlogspatrouille in de Oost-Chinese Zee en de Gele Zee. Hij kreeg de Navy Unit Commendation voor opeenvolgende briljante en succesvolle aanvallen: het tot zinken brengen van de Japanse kruiser Nagara op 7 augustus, en van twee vrachtschepen op 14 en 17 augustus.
Tijdens zijn patrouille diende hij als wachtpost tijdens de luchtaanvallen op de Bonin-eilanden.
Hij werd gerepareerd op het atol Midway tussen 31 augustus en 23 september, toen hij meevoer in een wolfpack voor hetzelfde gebied, op zijn eerste patrouilletocht. Hij bracht Japans vrachtschepen tot zinken op 9 oktober en 23 oktober. De USS Croaker schaduwde een konvooi op 24 oktober, en deed een vrachtschip zinken en beschadigde een ander met zijn laatste torpedo. Met lege torpedobuizen keerde hij terug naar Midway om stookolie en proviand in te slaan en vertrok naar Pearl Harbor, waar hij op 10 november aankwam voor herstel.
De derde oorlogspatrouille van de USS Croaker was in de Straat Luzon en in de Zuid-Chinese Zee vanaf 13 december 1944 tot 12 februari 1945. Daar kreeg hij contact met vijandelijke schepen, en diende ter bewaking tijdens het offensief in het Luzongebied tot de invasielandingen in de Golf van Lingayen.
De USS Croaker werd hersteld in Fremantle, West-Australië, en op 12 maart vertrok hij voor een patrouille bij de kust van Indochina. Tweemaal onderbrak de gezagvoerder deze reis om terug te keren naar Australië voor reparaties. Een reparatie werd uitgevoerd in Subic Bay, Filipijnen tussen 22 april en 15 mei.
Daarna vertrok hij voor haar vijfde oorlogspatrouille, naar de Javazee. Op 30 mei viel ze een konvooi aan van drie kleine olietankers, begeleid door vijandelijke escortevaartuigen. Deze aanval mislukte en hij keerde op 5 juni terug naar Fremantle.
Zijn zesde en laatste oorlogspatrouille was tussen 1 juli en 13 augustus 1945. Daar werd hij ingedeeld als bewakingsschip in de Zuid-Chinese Zee en nabij Hongkong, tijdens de laatste luchtaanvallen op Japan, tot Japan capituleerde.
De USS Croaker keerde terug naar Subic Baai en voer naar Saipan en vervolgens door naar Galveston, Texas en New London (Connecticut), waar hij uit actieve dienst werd gesteld en als reserveonderzeeboot in de Atlantische Reservevloot werd overgeplaatst op 15 mei 1946.

### Naoorlogse diensten tot Museumboot

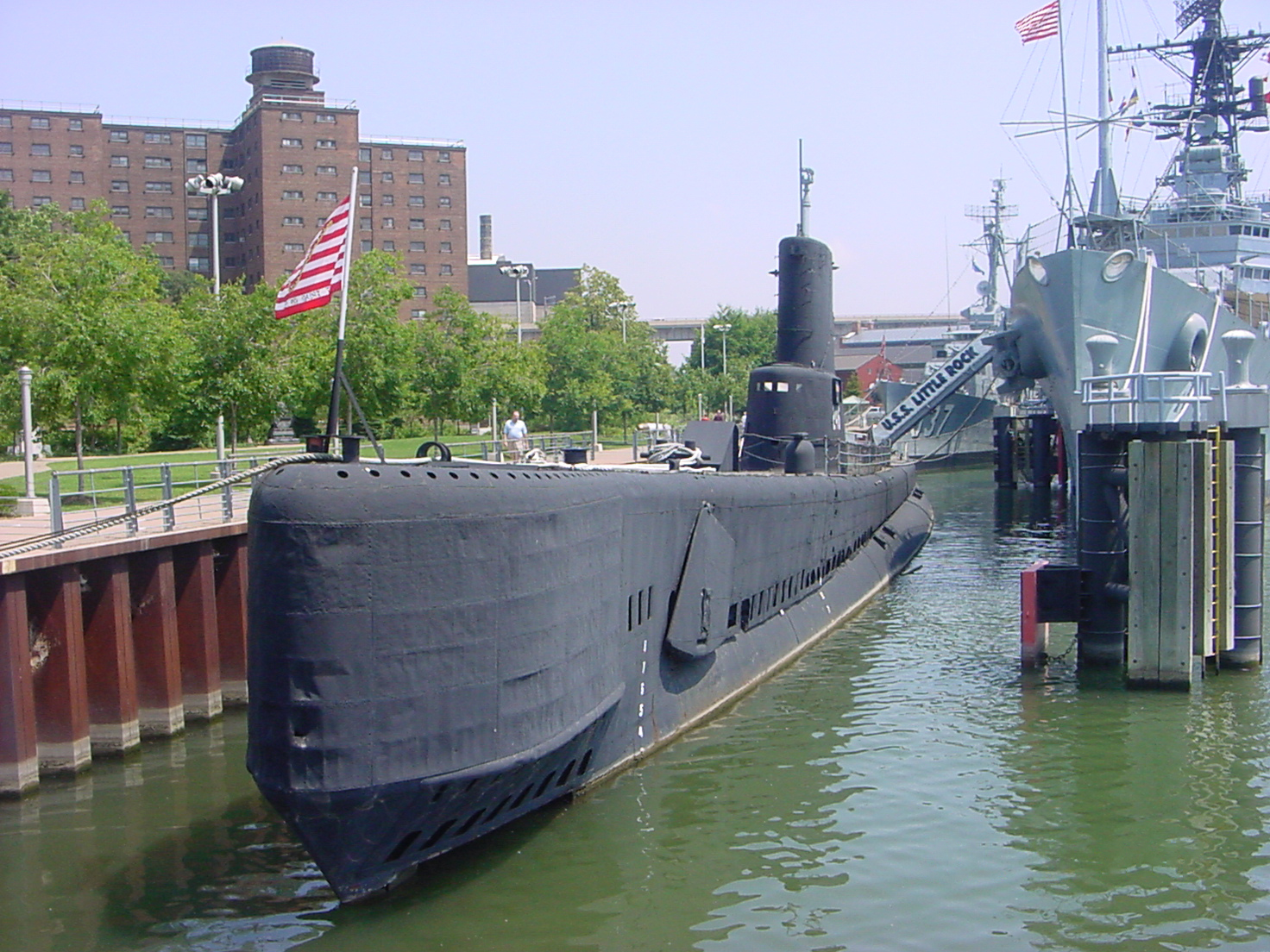
museumboot USS Croaker

Terug in actievere dienst op 7 mei 1951, diende hij als schoolboot buiten New London in de loop van 18 maart 1953. Daarna op de Portsmouth Naval Shipyard omgebouwd tot een "hunter-killer"-onderzeeboot. Hij werd geclassificeerd als SSK-246 op 9 april 1953 en werd weer in dienst gesteld op 11 december 1953. In februari 1954 opereerde hij langs de Oostkust en in de Caraïben. Hij bezocht havens in Groot-Brittannië en nam deel aan de NAVO-oefeningen in 1957 en 1958.
De USS Croaker werd weer geherklasseerd als SS-246 rond augustus 1959. in februari 1960 werd aan speciale onderzeebootoefeningen deelgenomen, nadat hij haar dienst hervatte voor lokalere operaties buiten New London. In september 1960 vertrok de USS Croaker voor een cruise naar de Middellandse Zee en het Suezkanaal, totdat hij een oproep kreeg om naar verscheidene havens op te varen in het Nabije Oosten, zoals havens in Pakistan. Daarna keerde hij midden december 1960 terug naar New London.
De USS Croaker werd geherklasseerd als bevoorradingsonderzeeboot AGSS-246 in mei 1967. Weer werd hij deze keer uit dienst geplaatst op 2 april 1968. De USS Croaker werd nu geschrapt uit het Naval Vessel Register op 20 december 1971 en ingedeeld als "Miscellaneous Unclassified Submarine" (onbewapende niet geklassificeerde onderzeeër) IXSS-246 in december 1971. Vanaf 1988 dient de USS Croaker (SS-246) als Museumboot in het Buffalo and Erie County Naval & Military Park te Buffalo, New York.
- Lang na de Navy Unit Commendation verkreeg de USS Croaker (SS-246) nog drie Battle Stars voor zijn geslaagde eerste, tweede, vijfde en zesde oorlogspatrouilles. Hij werd gehuldigd voor de 19.710 ton aan scheepsruimte die tot zinken werd gebracht.